# Ștefănești, Călărași
Ștefănești este un sat în comuna Ileana din județul Călărași, Muntenia, România.